# پرچم‌های اروپا

نقشه اروپا با پرچم‌های ملی.

در زیر فهرست پرچم‌های ملی اروپا قرار دارد:

## فهرست پرچم‌های فراملی و بین‌المللی

پرچم بنلوکس
پرچم انجمن مرکزی ناوبری در راین
پرچم توافقنامه تجارت مرکزی اروپا
پرچم کشورهای مستقل همسود
پرچم اتحادیه اروپا
پرچم شورای نوردیک
پرچم مردم سامی

## پرچم کشورهای مستقل اروپایی

پرچم آلبانی
پرچم آندورا
پرچم ارمنستان
پرچم اتریش
پرچم جمهوری آذربایجان
پرچم بلاروس
پرچم بلژیک
پرچم بوسنی و هرزگوین
پرچم بلغارستان
پرچم کرواسی
پرچم قبرس
پرچم جمهوری چک
پرچم کوزوو
پرچم دانمارک
پرچم استونی
پرچم فنلاند
پرچم فرانسه
پرچم گرجستان
پرچم آلمان
پرچم یونان
پرچم مجارستان
پرچم ایسلند
پرچم جمهوری ایرلند
پرچم امپراتوری مقدس روم
پرچم قزاقستان
پرچم لیختن‌اشتاین
پرچم لتونی
پرچم لیتوانی
پرچم لوکزامبورگ
پرچم جمهوری مقدونیه
پرچم مالت
پرچم مولداوی
پرچم موناکو
پرچم مونته‌نگرو
پرچم هلند
پرچم نروژ
پرچم لهستان
پرچم پرتغال
پرچم رومانی
پرچم روسیه
پرچم سان مارینو
پرچم صربستان
پرچم اسلواکی
پرچم اسلوونی
پرچم اسپانیا
پرچم سوئد
پرچم سوئیس
پرچم ترکیه
پرچم اوکراین
پرچم بریتانیا
پرچم واتیکان
پرچم کوزوو

## پرچم‌های دیگر نهادهای مستقل اروپایی

پرچم شوالیه‌های مالت

## پرچم واحدهای سیاسی کم‌رسمیت

پرچم آبخاز
پرچم جمهوری قره‌باغ
پرچم کوزوو
پرچم جمهوری ترک قبرس شمالی
پرچم اوستیای جنوبی
پرچم ترانس‌نیستریا

## پرچم‌های وابسته اروپایی

پرچم آکراتاری و داکیلیا
پرچم جزایر الند
پرچم جزایر فارو
پرچم جبل‌الطارق
پرچم گرنزی
پرچم جزیره من
پرچم جرزی

## پرچم‌های ایالتی اروپایی

### اتریش

پرچم بورگن‌لاند
پرچم کرنتن
پرچم نیدراسترایش
پرچم زالتسبورگ
پرچم اشتایرمارک
پرچم تیرول
پرچم اوبراسترایش
پرچم فورآرلبرگ
پرچم وین

### بلژیک

پرچم فلاندر
پرچم والونی

### فرانسه

پرچم برتانی
پرچم بورگونی-فرانش-کنته
پرچم سانتر
پرچم جزیره کرس
پرچم ایل-دو-فرانس
پرچم نرماندی
پرچم اکسیتنی
پرچم پی دو لا لوآر
پرچم پروانس-آلپ-کوت دازور

### گرجستان

پرچم آجارستان

### آلمان

پرچم بادن-وورتمبرگ
پرچم بایرن
پرچم برلین
پرچم براندنبورگ
پرچم برمن
پرچم هامبورگ
پرچم هسن
پرچم نیدرزاکسن
پرچم مکلنبورگ-فورپومرن
پرچم نوردراین-وستفالن
پرچم راینلاند-فالتس
پرچم زارلاند
پرچم زاکسن
پرچم زاکسن-آنهالت
پرچم شلسویگ-هولشتاین
پرچم تورینگن

### ایرلند

پرچم کوناکت
پرچم لینستر
پرچم مونستر
پرچم اولستر

### ایتالیا

پرچم ابروتزو
پرچم واله دائوستا
پرچم پولیا
پرچم باسیلیکاتا
پرچم کالابریا
پرچم کامپانیا
پرچم فریولی ونتزیا جولیا
پرچم لاتزیو
پرچم لمباردی
پرچم لیگوریا
پرچم مارکه
پرچم مولیزه
پرچم پیمونت
پرچم ساردینیا
پرچم سیسیل
پرچم ترنتینو آلتو آدیجه
پرچم توسکانی
پرچم اومبریا
پرچم ونتو

### مالت

پرچم جزیره غودش

### هلند

پرچم درنته
پرچم فلیوولاند
پرچم فریسلاند
پرچم خلدرلاند
پرچم خرونینگن
پرچم لیمبورخ
پرچم برابانت شمالی
پرچم هلند شمالی
پرچم افریسل
پرچم هلند جنوبی
پرچم استان اوترخت
پرچم زیلاند

### پرتغال

پرچم آزور
پرچم مادیرا

### روسیه

پرچم آدیغیه
پرچم باشقیرستان
پرچم چچن
پرچم چواشستان
پرچم جمهوری کریمه
پرچم داغستان
پرچم اینگوشتیا
پرچم قالموقستان
پرچم کاباردینو-بالکاریا
پرچم قره‌چای و چرکس
پرچم جمهوری کارلیا
پرچم جمهوری کومی
پرچم ماری ال
پرچم موردوویا
پرچم مسکو
پرچم اوستیای شمالی-آلانیا
پرچم سن پترزبورگ
پرچم سواستوپول
پرچم تاتارستان
پرچم اودمورتیا

### صربستان

پرچم استان خودمختار وویوودینا

### اسپانیا

پرچم اندلس
پرچم آراگون
پرچم آستوریاس
پرچم جزایر بالئاری
پرچم سرزمین باسک (منطقه خودمختار)
پرچم استان کانتابریا
پرچم جزایر قناری
پرچم کاستیا-لامانچا
پرچم کاستیا و لئون
پرچم کاتالونیا
پرچم اکسترمادورا
پرچم گالیسیا
پرچم لاریوخا (استان)
پرچم مادرید (بخش خودمختار)
پرچم مورسیا
پرچم نابارا
پرچم بخش خودمختار والنسیا

### سوئد

پرچم اسکونه

### سوئیس

پرچم کانتون برن
پرچم کانتون ژنو
پرچم کانتون لوتسرن
پرچم کانتون سنت گالن
پرچم کانتون اشووتس
پرچم کانتون اوری
پرچم کانتون زوریخ

### اوکراین

پرچم استان چرکاسی
پرچم استان چرنیهیو
پرچم استان چرنیوتسی
پرچم جمهوری خودمختار کریمه
پرچم استان دونتسک
پرچم استان دنیپروپتروفسک
پرچم استان ایوانو فرانکیسوک
پرچم استان خارکف
پرچم استان خرسون
پرچم استان خملنیتسکی
پرچم استان کیرووهراد
پرچم کی‌یف
پرچم استان کیف
پرچم استان لوهانسک
پرچم استان لووف
پرچم استان میکولائیف
پرچم استان اودسا
پرچم استان پولتاوا
پرچم استان ریونه
پرچم سواستوپول
پرچم استان سومی
پرچم استان ترنوپیل
پرچم استان وینیتسیا
پرچم استان ولین
پرچم استان زاپروژیا
پرچم استان زاکارپاتیا
پرچم استان ژیتومیر

### بریتانیا

پرچم انگلستان
پرچم ایرلند شمالی
پرچم اسکاتلند
پرچم ولز